# NGC 1011
NGC 1011 je galaksija u zviježđu Kit.

## Vanjske poveznice
- SEDS: NGC 1011